# Ranoidea manya
Ranoidea manya es una especie de anfibio anuro del género Ranoidea, familia Pelodryadidae, originaria de Australia. Se distribuye en Queensland, en Cabo York.